# FYaNIca
A fYaNIca Magyarország retro számítógépes találkozója, ahol elsősorban az Amiga tulajdonosok találkoznak, de bármilyen alternatív platform kedvelőit szívesen látják.
A rendezvény általában 2 napos, utoljára 2006. június 10-11-én tizenharmadik alkalommal került megrendezésre szokásos helyén, Budapesten, a Csokonai Művelődési Központban. Neve az AmigaNICA HUNgarica és a fucK-Ya (már megszűnt) partyk összevonásából született.

## A program
A program általában a hasonló külföldi találkozókhoz (például Mekka/Symposium party Németországban) hasonlóan alakul: Először különböző új software- és hardware bemutatókat tartanak, utána az ún. "compo"-k (különböző kategóriákban) következnek, majd reggelig film- és demo-vetítés. Közben folyik az eszmecsere és a baráti társalgás, hiszen sokan csak interneten tartják egymással a kapcsolatot, és ez az év egyetlen napja, amikor személyesen is találkoznak.

## Az alternatív platformok
Ez alatt szűkebbe a nem pc számítógépeket értjük, bővebb értelemben a pc-n futó nem Windows operációs rendszerű gépeket is. Magyarországon a legelterjedtebbek az Amiga, a Commodore 64, a Sinclair Spectrum, az Apple Macintosh és bővebb értelemben a Linux-ot futtató gépek. A fYaNIca party-n elsősorban az első pár hazai rajongótábora szokta képviseltetni magát.

## Helyszín
Általában (eddig egy kivétel volt) a Budapest XV. kerületi Csokonai Művelődési Központ ad otthont a rendezvénynek. Egy nagy teremben projectoron folyamatosan demo-kat vetítenek, szól a zene, az asztalok tömve vannak a látogatók saját számítógépeivel, amik közt általában hálózat is üzemel. Az előtérben több alkalommal megtekinthető volt már fotókiállítás is. A rendezvény egész ideje alatt büfé üzemel, valamint társalgáshoz kellemes helyet biztosít a nyitott udvar is.

## A compo-k
Általában a következő kategóriában indulhatnak versenyzők az este folyamán:
- 8bit graphics
  - kézzel rajzolt grafikák versenye
  - max. felbontás 640x512 (256 szín)
- 24bit graphics
  - truecolor / trace-elt képek
  - max. felbontás 1024x768 (24bit)
- 4ch music
  - 4 csatornás muzsikák megmérettetése
  - max. fájlméret 880kb
  - max. lejátszási idő 3-4 perc.
  - formátum: minden, amit Amigán le lehet játszani
- multichannel / mp3 music
  - többcsatornás / mp3 zajok vesszőfutása
  - a méret nem számít
  - max. lejátszási idő 3-4 perc.
  - formátum: minden, amit Amigán le lehet játszani :)
  - az mp3 zenék legalább 160kbps-on legyenek enkódolva
- Amiga 4k intro
  - egy darab futtatható fájl kell hogy legyen
  - méret maximum: 4kbyte (4096 byte)
  - időkorlát nincs, de ne legyen unalmas
  - a rendszerkönyvtárakat használhatod
- Amiga 64k intro
  - egy darab futtatható fájl kell hogy legyen
  - méret maximum: 64kbyte (65536 byte)
  - időkorlát nincs, de ne legyen unalmas :)
  - a rendszerkönyvtárakat használhatod
- Amiga demo
  - nincsenek különösebb megkötések, de nem lehet csak animáció!
- Wild demo
  - videóklipek helye ez a részleg
  - beadható formátumok: DVD, lehetőleg! (esetleg: Mpeg, DivX, VHS, MiniDV)
  - nincsenek megkötések
- Lammer demo
  - animációk
  - beadható formátumok: Scala, IFF anim
  - nincsenek megkötések, de legyen minél bénább! ;)
- Commodore 64 / +4 compos
  - graphics, music and demo
- AmigaONE / Pegasos / Macintosh compos
  - intro / demo

## Külső hivatkozások
- A hivatalos honlap Archiválva 2020. augusztus 21-i dátummal a Wayback Machine-ben
- Magyar Amiga oldal